# Lasianthus wrayi
Lasianthus wrayi är en måreväxtart som beskrevs av George King och James Sykes Gamble. Lasianthus wrayi ingår i släktet Lasianthus och familjen måreväxter. Inga underarter finns listade i Catalogue of Life.